# USS Seawolf (SSN-21)
USS Seawolf (SSN-21) – amerykański myśliwski okręt podwodny typu Seawolf z napędem jądrowym, przeznaczony do zwalczania innych okrętów podwodnych. Był okrętem prototypowym nowego typu jednostek, którego koncepcja i wyposażenie zostały opracowane w latach 80. XX wieku, celem zwalczania radzieckich strategicznych okrętów podwodnych w radzieckich bastionach na Morzu Białym i innych wodach okalających Związek Radziecki. Przenosić miał w tym celu bogate uzbrojenie w postaci 50 torped Mark 48 ADCAP i pocisków rakietowych UUM-125 Sea Lance z głowica jądrową 200 kT celem zwalczania zanurzonych okrętów podwodnych oraz pociski manewrujące UGM-109 Tomahawk (TASM-N) i UGM-84 Harpoon do zwalczania okrętów na powierzchni. Czwarta jednostka w historii US Navy nosząca imię wywodzące się od angielskiej nazwy zębacza pasiastego.

## Historia
Stępkę pod USS "Seawolf" położono  w stoczni General Dynamics Electric Boat Division 25 października 1989. Powstawał jako pierwsza jednostka z serii, która miała zastąpić okręty typu Los Angeles i była odpowiedzią na radzieckie okręty typu Akuła. W czasie budowy zimna wojna dobiegła końca, a plany budowy serii 29 jednostek zostały anulowane. Zmianie uległa także taktyka użycia tego rodzaju jednostek w związku ze spadkiem zagrożenia ze strony marynarki wojennej Rosji - spadkobiercy ZSRR. Pod względem wyciszenia układu napędowego zanotowano znaczący postęp w stosunku do okrętów typu Los Angeles. "Seawolf" jest pierwszą jednostką serii składającej się z 3 okrętów. Bliźniacze jednostki to USS "Connecticut" i USS "Jimmy Carter".
Okręt wszedł do służby 19 lipca 1997. 
Numer SSN-21 powstał jako nazwa programu nowego okrętu podwodnego, nie zaś jako numer burtowy (hull number). Program ten o nazwie  "Submarine for the 21st Century" (Okręt podwodny XXI wieku), został następnie samorzutnie przeniesiony na numer pierwszego okrętu serii - SSN-21 - przez społeczność US Navy.
W lecie 2003 "Seawolf" wziął udział w ćwiczeniach NATO na Morzu Północnym.
W lipcu 2007 okręt przeniesiono z bazy w New London w stanie Connecticut do bazy Kitsap w Bremerton w stanie Waszyngton.

## Służba

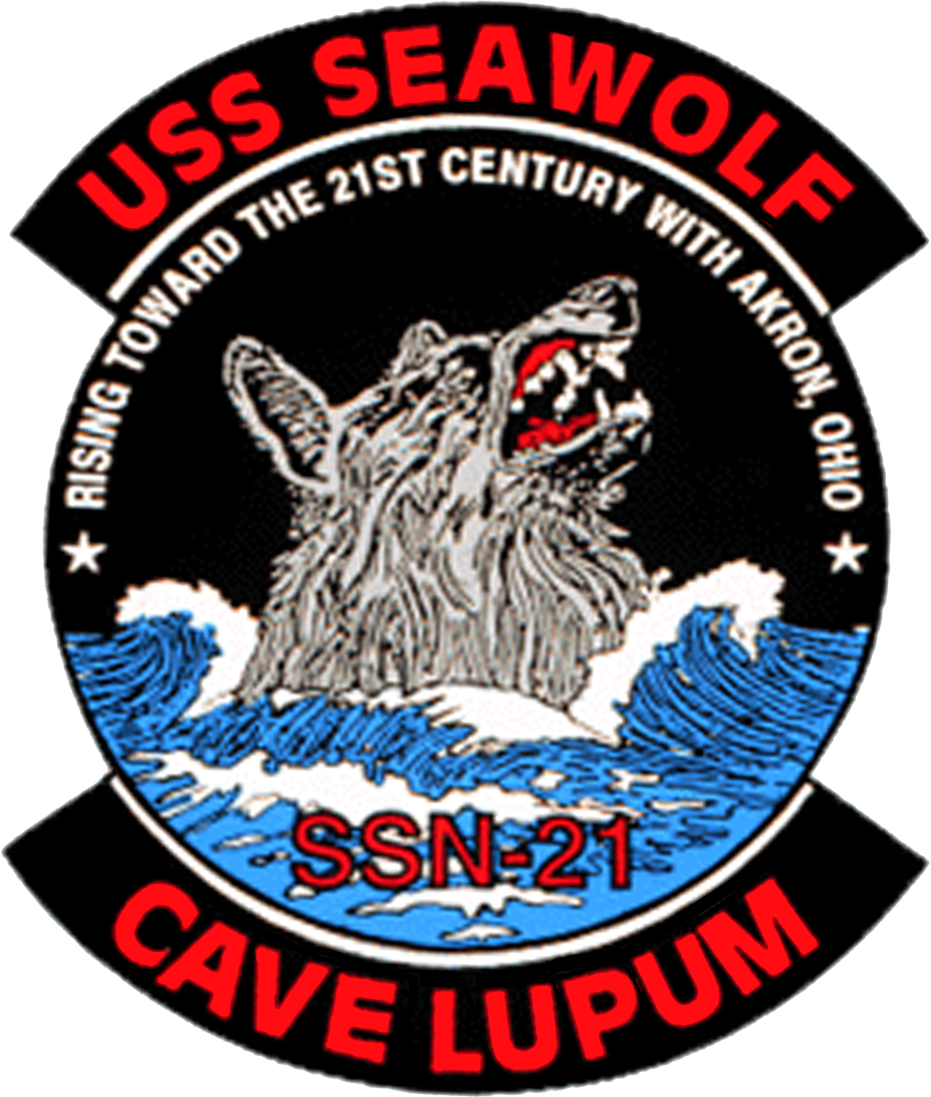
Godło USS "Seawolf" (SSN-21)

- 2001 północny Atlantyk
- 2003 północny Atlantyk
- 2006 zachodni Pacyfik